# Левотоби
Левото́би (индон. Gunung Lewotobi) — вулкан со сдвоенной вершиной, расположенный в юго-восточной части острова Флорес, Индонезия. Он имеет две вершины: стратовулканы Левотоби Лаки-лаки (Мужской Левотоби) и Левотоби Перемпуан (Женский Левотоби). Более активный Левотоби Лаки-лаки (1584 м над уровнем моря) находится в 2,1 км к северо-западу от более высокой вершины Левотоби Перемпуан (1703 м).

## Извержения
23 декабря 2023 года на вулкане Левотоби Лаки-лаки началось извержение, в результате чего по состоянию на январь 2024 года было эвакуировано более 6500 человек. 4 ноября 2024 года вулкан выбросил раскаленные куски лавы на несколько деревень, находящиеся в радиусе в 4 км, нанеся разрушения, погибли более 10 человек. Население деревень в радиусе 7 км было эвакуировано. Извержение затронуло семь деревень. Также крупное извержение произошло 7 и 8 ноября 2024. Вулкан извергался несколько раз, при этом один из выбросов образовал шлейф пепла, достигший высоты 10 км. Последнее крупное извержение состоялось 17 июня 2025 года.